# SMil
Foreningen SMil er en forening for sadister, masochister, fetichister og folk med lyster indenfor seksuel udfoldelse, der involverer en form for dominans og/eller smerte. 
Med lokale afdelinger i København, Odense, Århus og Aalborg er SMil en landsdækkende forening med medlemmer fra alle sociale samfundslag og dele af landet. 
SMil største opgaver og drivkrafter er delt ud på flere områder, blandt andet: 
1. At have medlemslokaler, hvor medlemmerne kan mødes og gøre brug af redskaber, som de normalt ikke har adgang til.
2. At nedbryde fordomme gennem information, oplysning og rådgivning.
3. At skabe trygge, sikre og private rammer, hvor man kan søge råd og vejledning fra andre ligesindede mennesker.
4. At skabe et fællesskab, hvor folk kan komme og snakke om BDSM i en uformel tone.
5. At give folk en mulighed for at søge bekendtskaber et sted, hvor man ved, de tilstedeværende har fælles seksuelle interesser.

## SMil's Historie
Tilbage i sommeren 1978[kilde mangler] har Maria Marcus, grundlægger af SMil,[kilde mangler] siddet med nogen nære veninder og snakket om BDSM. Dengang SMil blev grundlagt var det ved lov ikke muligt at dyrke SM, da det blev betragtet som vold og misbrug, og det var først senere, at lovgivningen blev ændret, og BDSM blev lovliggjort. Så Maria Marcus gik sammen med sine veninder og de besluttede sig for at skabe nogle private og diskrete rammer for dem selv og de nærmeste, hvor de frit kunne dyrke BDSM.
Ved foreningens start 21. maj 1979 dækkede foreningen hele Danmark (med enkelte medlemmer i Sverige og Norge), men havde kun rådighed over lokaler i København. I midten af 1980'erne skete en knopskydning ud fra medlemmernes ønske om at have en regionsopdelt forening, så medlemmerne havde mødelokaler i overskuelig afstand, og den nuværende struktur med lokalforeninger dannedes. I 1983 startede SMil Århus.[kilde mangler] Fire år senere, i 1987,[kilde mangler] åbnede SMil Fyn, og i 1990[kilde mangler] kom SMil Aalborg til.
SMil arrangerer en 'sommerlejr', SISC (SMils International Summer Camp), og driver en bogcafe i København. I perioden 1979-2004 udgav foreningen desuden publikationen SMil-bladet. 
SMil Norge dannedes i 1988 af SMil-medlemmer i Norge, og den er nu en selvstændig forening med samme formål som moderforeningen i Danmark.
Sverige havde en SMil-forening et års tid eller to i starten af 80'erne, men den måtte lukke, bl.a. på grund af den mere restriktive svenske lovgivning.

## SISC
Foreningen startede i 1992 SISC (SMil International Summer Camp), som ejer en stor ombygget gård, hvor der hele året arrangeres internationale sommerlejre med et specifikt emne for hver uge.

## Om SMil
SMil er drevet udelukkende af frivillige kræfter og modtager ikke økonomisk støtte fra hverken private eller staten. SMil er en støt voksende forening med medlemmer fra alle dele og lag af samfundet. Inden medlemskab af SMil, skal ansøger gennemgå en introduktion, hvor der informeres om, hvad SMil er og ikke er, hvad man må og ikke må i SMil, og hvad man som person kan forvente af et medlemskab. Man bliver i SMil på ingen måde eller nogensinde tvunget til noget, uden man selv har givet udtryk for at have lyst.
Man er som medlem af SMil en del af et univers, som ikke har lighedstegn, hvor man ikke altid kan sige, hvad der er rigtigt og forkert. SMil har dog den holdning af at man er ligestillede og ligeværdige uden for leg, så længe man er i lokalerne. 
I SMil vil du på alle aftner, hvor der er åbent, kunne finde en ansvarlig person, hvis opgave er at varetage gæsternes helbredsmæssige interesser. Så dømmer denne person en leg er for voldsom eller hører en anden sige ordet "cirkus", vil der øjeblikkeligt blive sat en stopper for den pågældende leg. 

### Cirkus
Cirkus er et stop-ord, der internationalt anvendes mange steder. Det er et ord, som lyder ens på størstedelen af alle sprog, det kan ikke forbindes med andre normalt brugte ord, såsom Av, Stop, Lad være osv. Kommer du til en forening/klub/fest/sammenkomst med folk fra BDSM miljøet, vil de altid stoppe op og kigge en ekstra gang, hvis ordet Cirkus bliver ytret i tilpas høj volume. 